# Sędziszów Małopolski
Sędziszów Małopolski é um município da Polônia, na voivodia da Subcarpácia e no condado de Ropczyce-Sędziszów. Estende-se por uma área de 36,99 km², com 12 357 habitantes, segundo os censos de 2019, com uma densidade de 334 hab/km².